# Erich Bederke
Erich Bederke (* 3. Juni 1895 in Grünberg, Schlesien; † 19. April 1978 in Göttingen) war ein deutscher Geologe.

## Leben und Wirken
Bederke, 1895 in Grünberg geboren, studierte ab 1913 zunächst Chemie und Physik und ab 1917 Geologie an der Universität Breslau, wo er ein Schüler von Hans Cloos war. Dort wurde er 1923 habilitiert und Privatdozent. Während seines Studiums wurde er 1913/14 Mitglied der Sängerschaft Leopoldina Breslau. 1931 wurde er Professor und Direktor des Instituts für Geologie und Paläontologie in Breslau. Ende des Zweiten Weltkriegs sorgte er für eine Evakuierung eines Großteils der geologisch-paläontologischen Sammlungen aus Breslau, die so den Krieg überdauerten. Vor der russischen Besetzung 1945 floh er nach Westdeutschland, wo er 1946 ordentlicher Professor für Geologie in Göttingen wurde. Er war dort auch Kurator der geowissenschaftlichen Sammlungen.
Bederke befasste sich zunächst mit der Geologie der (variszisch geprägten) Sudeten, wo er einen Einfluss der kaledonischen Gebirgsbildung in den Mittel- und Westsudeten nachwies. In Westdeutschland wandte er sich zum Beispiel der Geologie des Spessarts zu.
Die Geologische Vereinigung e. V. verlieh 1963 die Gustav-Steinmann-Medaille an Erich Bederke in Würdigung seiner Verdienste um die Erforschung der „Geologie und Geophysik der Tiefen“.  Und 1948 erhielt er die Hans-Stille-Medaille. Er war seit 1946 Mitglied der Göttinger Akademie der Wissenschaften und seit 1961 Mitglied der Gelehrtenakademie Leopoldina.
Zu seinen Doktoranden zählt Martin Schwarzbach und zu seinen Habilitanden Alfred Neuhaus (1903–1975).

## Auszeichnungen
- 1948: Ehrung mit der Hans-Stille-Medaille
- 1963: Ehrung mit der Gustav-Steinmann-Medaille

## Schriften
- Das Devon in Schlesien und das Alter des Sudetenfaltung, Fortschritte der Geologie und Paläontologie, Band 2, 1924, S. 1–50.
- Zum Gebirgsbau der mittleren Sudeten, Geol. Rundschau, Band 18, 1927, S. 225–229.
- Die Grenze von Ost- und Westsudeten und ihre Bedeutung für die Einordnung der Sudeten in den Gebirgsbau Mitteleuropas, Geolog. Rundschau, Band 20, 1929, S. 186.
- Die tektonische und magmatische Stellung der schlesischen Syenite, Zeitschrift für Kristallographie und Mineralogie, 1928, S. 500.
- Die varistische Tektonik der mittleren Sudeten. Stratigraphisch- und petrographisch-tektonische Untersuchungen in der Eulengebirgsgruppe,  Fortschritte der Geologie und Paläontologie, Band 23, 1929, S. 1–150.
- Oberschlesien und das variscische Gebirge, Geolog. Rundschau, Band 21, 1930, S. 234.
- Sudetenrand und Eulengneisproblem, Veröffentlichungen der Schlesischen Gesellschaft für Erdkunde, Band 21, 1934, S. 351–366.
- mit K. Fricke: Das Niederschlesische Gebiet (Innersudetisches Steinkohlenbecken), Essen, Deutscher Steinkohlenbergbau, Band 1, 1942, S. 227–242.
- Alter und Metamorphose des kristallinen Grundgebirges im Spessart, Abhandlungen des Hessischen Landesamts für Bodenforschung, Band 18, 1957, S. 7–19.
- Der Plutonismus der Faltengebirge, Nachr. Akad. Wiss. Göttingen, Math.Naturwiss. Klasse, 1952, S. 7.
- mit Hans Georg Wunderlich: Atlas zur Geologie, Meyers Großer Physischer Weltatlas Band 2, Mannheim, Bibliographisches Institut 1968.